# Almeidaia romualdoi
Almeidaia romualdoi is een vlinder uit de familie nachtpauwogen (Saturniidae).
De wetenschappelijke naam van de soort is voor het eerst geldig gepubliceerd door Lauro Travassos in 1937.